# گتامچ (کاشاتاق)
گتامچ (به ارمنی: Գետամեջ) یک منطقهٔ مسکونی در جمهوری آرتساخ است که در استان کاشاتاق واقع شده‌است.